# Mitromorpha granulifera
Mitromorpha granulifera é uma espécie de gastrópode do gênero Mitromorpha, pertencente a família Mitromorphidae.